# Мадсен, Эрик
Эрик Магнус Мадсен (норв. Erik Magnus Madsen, 21 января 1903 — 24 марта 1968) — норвежский шахматист, национальный мастер.
Младший брат известного шахматиста-заочника С. Мадсена.
В составе сборной Норвегии участник шахматной олимпиады 1952 г. В данном соревновании был заявлен в качестве 2-го запасного. Сыграл 8 партий, из которых 5 выиграл (у И. Мольнара, Ф. Васконселлуша, Э. Бенда, Ф. Йоста и П. Кремера), 1 завершил вничью (с Г. Келлером) и 2 проиграл (И. Юханссону и Г. Арнлаугссону). Также в составе национальной сборной участвовал в командном турнире северных стран (Сальтшобаден, 1948 г.).
Как и брат, играл по переписке. В составе сборной Норвегии участвовал во 2-й и 3-й заочных олимпиадах.